# Савёлово (микрорайон)
Савёлово (Старое Савёлово) — микрорайон города Кимры, упразднённый посёлок Кимрского района в Тверской области России.
Осталась улица-топоним Савёловский проезд. Поселение дало наименование Савёловскому вокзалу в Москве.

## История

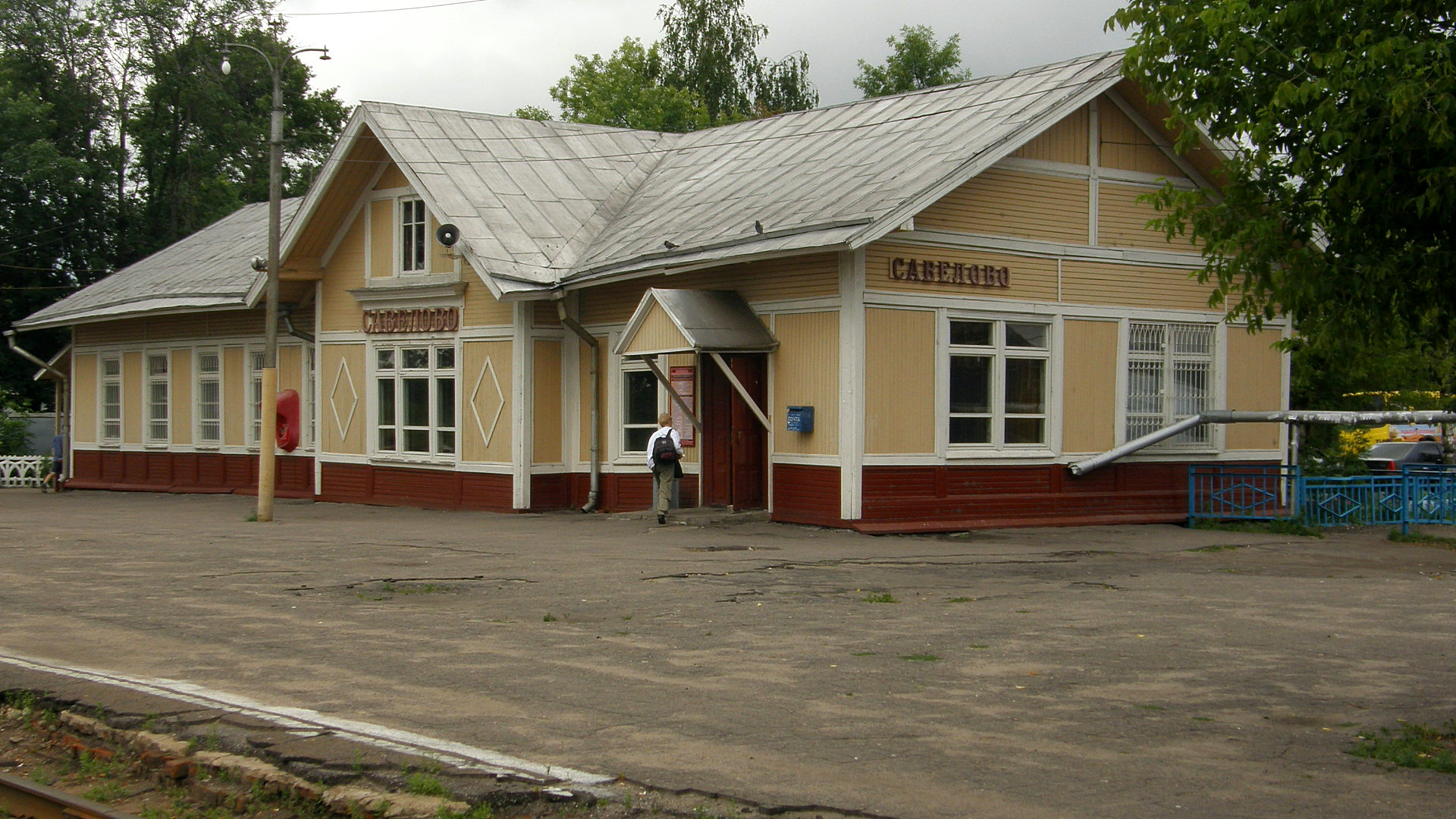
Здание Савёловского вокзала. 2011 год

В 1859 году в казённой деревне Савелово (Новое Савелово) Калязинского уезда Тверской губернии, располагающейся на правом берегу реки Волги, было 18 дворов.
В 1900 году была построена железная дорога Москва — Савёлово. В 1902 году были завершены станционные постройки станции Савёлово. 
В 1915 году в Савёлове начали работать железнодорожные мастерские по ремонту подвижного состава узкоколейных железных дорог. Туда же из Барановичей был переведён железнодорожный армейский батальон, солдаты которого занялись возведением цехов, складских помещений и жилых бараков. Позже прибыли и другие батальоны, образовался 2-й Коренной железнодорожный парк, в задачи которого входил контроль над савёловским участком железной дороги.
Проведение железнодорожной дороги и строительство конечной железнодорожной станции Савёлово к деревне привело к бурному росту поселения, к формированию промышленного посёлка Савёлово. Также рядом выросла новая деревня Новое Савёлово.
В дальнейшем в Савёловских железнодорожных мастерских по ремонту узкоколейного подвижного состава началось строительство станкостроительного предприятия.
В 1926 году посёлок Савёлово и станция Савёлово, деревня Новое Савёлово входят в состав Кимр.
Территорию бывшего посёлка в Кимрах называют Старое Савёлово. Вместе с микрорайоном Новое Савёлово они составляют район Савёлово города.

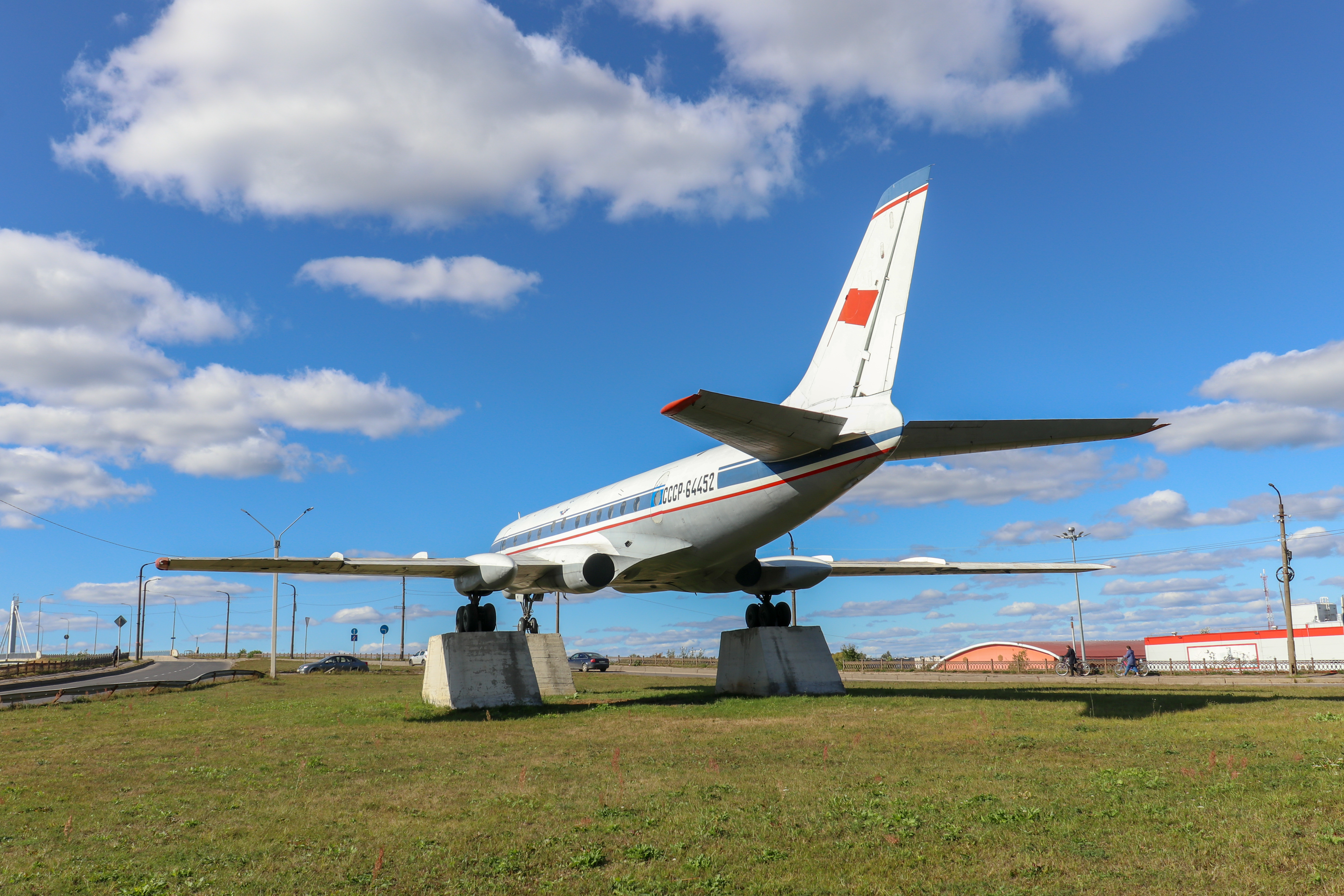
Памятник-самолет Ту-124 перед мостом через Волгу

В Савёлово из эвакуации вернулось машиностроительное производство станкостроительного завода, в 1966 году преобразованное в Савёловский машиностроительный завод (с 1979 года — СПО «Прогресс»). Завод стал градообразующим предприятием для правобережной стороны Кимр. Для рабочих СМЗ на месте деревень Новое Савёлово, Старое Савёлово и Шиково был возведён крупный жилой микрорайон с детскими садами, школами, профилакторием. В 1957 году были открыты Савёловский машиностроительный техникум и заводской дворец культуры «40 лет Октября».
В 1984 году на Коммунистической улице был поставлен памятник-самолёт Ту-124, подаренный Савёловскому машиностроительному заводу конструкторским бюро Туполева, в честь уроженца Кимрского района советского авиаконструктора, Героя Социалистического Труда А. Н. Туполева. В 2018 году памятник был перенесён ближе к мосту через Волгу.

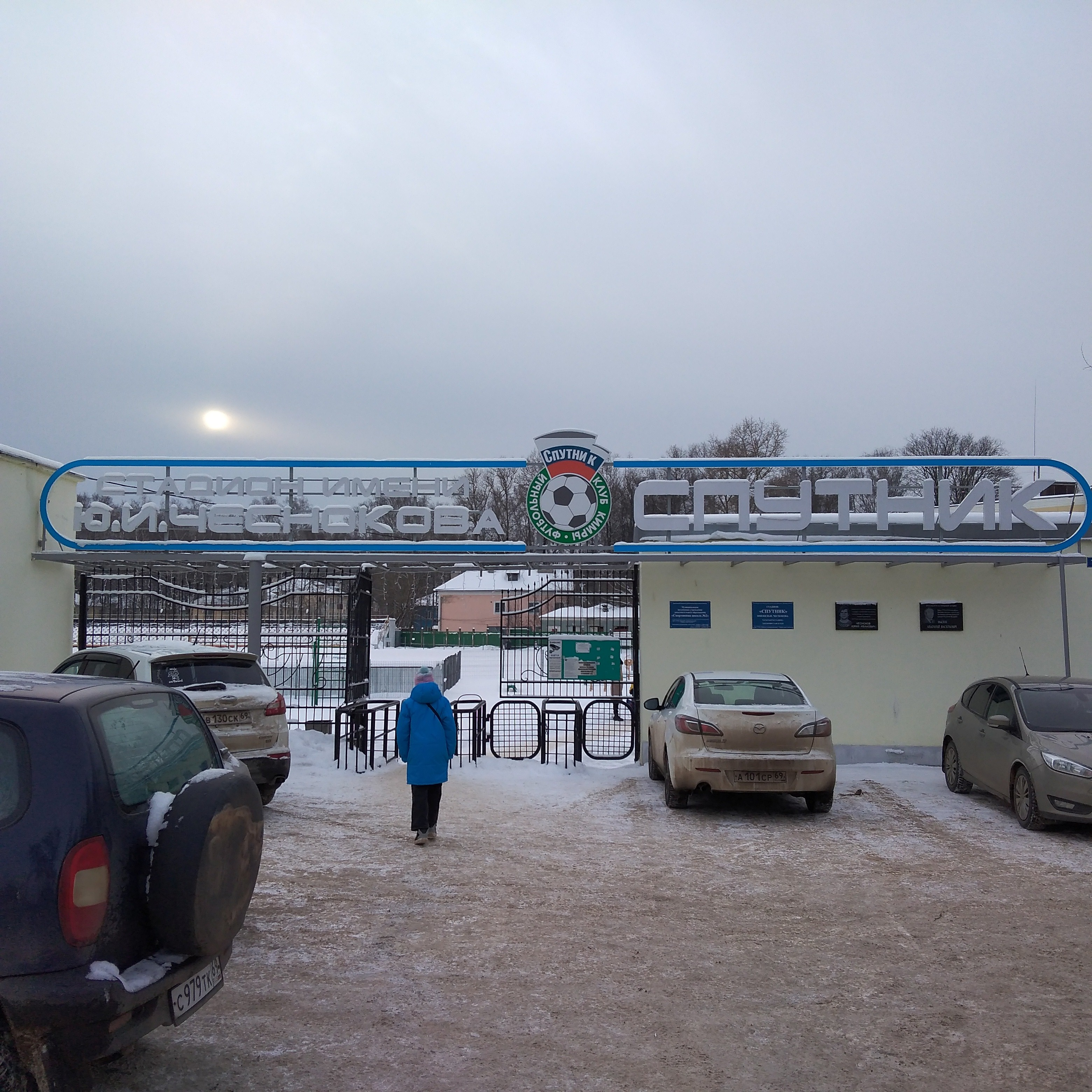
Стадион Спутник на улице Туполева

## Население
В деревне Савёлово в 1859 году числилось 200 жителей (70 мужчин и 130 женщин).

## Инфраструктура
- Савёловский машиностроительный завод
- Железнодорожная станция Савёлово
- Стадион Спутник
- Сквер с памятниками Неизвестному солдату и воинам-афганцам
- Савеловская набережная
- Ледовый дворец Арктика

## Улицы
- Савёловский проезд
- 50 лет ВЛКСМ
- Туполева
- Савёловская набережная
- Песочная
- 1-я Заводская
- Старозаводская
- Вокзальный переулок